# Kiper
Kiper er en type tekstil, der er vævet i et mønster med diagonalle paralleller ribber (modsat satin og almindelig vævning). Dette gøres ved at lade islættråden gå over en eller flere af trendtråden, og herefter under to eller flere trendtråde og så fremdeles. Derudover skal der være et "trin" eller forskydning mellem hver række, hvilket giver det karakteristiske diagonale mønster. Som følge af strukturen giver kipervævet stof generelt en god drapering.
Denim, stof der typisk anvendes til cowboybukser, er et eksempel på kipervævning. Ordet “denim” er således afledt fra Serge de Nîmes, dvs. kiper fra byen Nîmes.